# Norra Solberga kyrka
Norra Solberga kyrka är en kyrkobyggnad i Nässjö kommun  i Småland. Den ligger 1 mil nordväst om Eksjö och tillhör Norra Solberga-Flisby församling, Linköpings stift.

## Kyrkobyggnaden
Norra Solberga kyrka är en korskyrka i nygotik med torn och smalare tresidigt kor. Invändigt är den rikt dekorerad med målningar.

## Historik
Norra Solberga gamla kyrka är från 1200-talet. Den var byggd i sten och hade ett smalare kor. Senare gjordes tillbyggnader i trä: 1663 åt väster och 1750 åt norr.
År 1898-1900 byggdes en ny kyrka i röd granit med kor i öster och torn i väster efter ritningar av Gustaf Petterson. Den gamla kyrkans tillbyggnader revs och resterande delar blev gravkapell. Efter restaurering återinvigdes kapellet som församlingskyrka 1971.
I september 2019 utsattes kyrkan för inbrott, skadegörelse och klotter. Försök med att bryta upp ett kassaskåp misslyckades.

## Orglar

### Västläktarorgeln
- 1949: Firma A. Mårtensson bygger en pneumatisk 2-manualig orgel med 18-orgelstämmor fördelade på 2 manualer och pedal. Crescendosvällare för 2:a manualen, registersvällare, 2 fria kombinationer och automatisk pedalväxling.

| Huvudverk I    | Svällverk II  | Pedal      | Koppel   |
| Principal 8’   | Rörflöjt 8’   | Subbas 16’ | I/P      |
| Gedackt 8’     | Salicional 8’ | Octava 8’  | II/P     |
| Octava 4’      | Principal 4’  | Gedackt 8' | II/I     |
| Octava 2’      | Gemshorn 4’   | Octava 4'  | II 4'/I  |
| Mixture 5 chor | Nasard 2 2⁄3' |            | II 16'/I |
| Trumpet 8’     | Waldflöjt 2'  |            |          |
|                | Ters 1 3⁄5'   |            |          |
|                | Dulcian 8'    |            |          |
|                | Tremulant     |            |          |

- 1997-1998: Ny mekanisk orgel byggs av firma Åkerman & Lund, Knivsta.

Gestaltning och projektering: Carl-Gustaf Lewenhaupt, Vassunda.
Konstruktion: Carl-Gustaf Lewenhaupt och Lars Norgren, Knivsta.
Intonation: Kalevi Mäkinen & Helmuth Gripentrog.
Träsniderier: Lars Norgren, Knivsta, och Kurt Andersson, Uppsala, m.fl.
Målning och förgyllning: Kaj Fredriksson, Vidbo.
Disposition:
| Huvudverk C-g³                                         | Öververket C-g³                                | Pedalen C-f¹           | Koppel                 |  |
| Principal 16' (fasad: E + F# - h1)                     | Principal discant 8' (fr. g #) (fasad)         | Violon 16'             | Öververk/manual        |  |
| Principal 8' (fasad: C - g)                            | Corno di basetto 8'                            | Subbas 16'             | Manual/pedal           |  |
| Gedackt 8'                                             | Flagflöjt 8'                                   | Violoncell 8'          | Öververk/pedal         |  |
| Flauto traverso 8'                                     | Fugara 8'                                      | Borduna 8'             | Öververk 16' /öververk |  |
| Viola di gamba 8'                                      | Piffaro Salzinal II ch. 8' (fr. f # el. g # ?) | Quinta 6' (eg. 5 1/3') |                        |  |
| Octava 4'                                              | Principal 4'                                   | Octava 4'              |                        |  |
| Flöjt 4'                                               | Waldflöjt 4'                                   | Basun 16'              |                        |  |
| Salzinal 4'                                            | Nasat 3' (eg. 2 2/3')                          | Trumpet 8'             |                        |  |
| Quinta 3' (eg. 2 2/3')                                 | Spetsflöjt 2'                                  |                        |                        |  |
| Octava 2'                                              | Scharff 3 ch.                                  |                        |                        |  |
| Mixtur IV ch.                                          | Trompette 8'                                   |                        |                        |  |
| Cornett V ch. 8' + 4' + 2 2/3' + 2' + 1 3/5' (fr. f #) | Vox angelica 8'                                |                        |                        |  |
| Trumpet 16' (fr. c)                                    | Kanaltremulant                                 |                        |                        |  |
| Trumpet 8'                                             | Crescendosvällare I (sidor/tak)                |                        | Ventiltremulant        |  |
|                                                        | Crescendosvällare II (bakåt)                   |                        | för hela verket        |  |

Viola di gamba och Salzinal i huvudverket har trattformiga pipkroppar och är mensurerade enligt cahman-strandtraditionen. Piffaro Salzinal är tvåkörig, det ena koret är trattformat, det andra har mensur som en Fugara. Cornetten i huvudverket har gestaltats efter Per Larsson Åkermans mensureringsprinciper, vilka kommer mycket nära Gottfried Silbermanns. Tungstämmornas byggnadssätt följer den svenska traditionen under 1700-talet. Luftförsörjningen, som är gemensam för hela orgeln, sker via fyra kilbälgar; lufttrycket uppgår till 85 mm vattenpelare.

### Ahlstrandsorgeln
- 1836 bygger klockaren Nils Ahlstrand i Norra Solberga en mekanisk piporgel, som han anskaffat från Sunds kyrka i Östergötland. Svarta undertangenter. Tonomfång: manual C - f³. Endast 12 toners självständig pedal C - H, i övrigt bihangspedal c - f°. Alla fasadpipor är ljudande.
- 1854 Sven Nordström, Flisby, renoverar orgeln och sätter in Fugara 8' i stället för Gedacktflöjt 4'. Lödningen av Fugaran tyder på att den tillverkats av Nils Ahlstrand.
- 1901 Ahlstrandsorgeln flyttas från gamla till nya kyrkans västra läktare, varvid Erik Nordström, Flisby, gör ett överstycke med blindpipor på fasaden.
- 1949 flyttas ahlstrandsorgeln till norra sidoläktaren i samband med att en ny orgel uppförs på västläktaren.

Nuvarande disposition:
| Manual C-f³                     | Pedal C-f°                                |
| Principal 8' (fasad)            | Subbas 16', (C - H; c - f bihangsped.)    |
| Gedackt 8'                      | Violoncell 8', (C - H; c - f bihangsped.) |
| Fugara 8' (1854)                |                                           |
| Octava 4' (fasad)               |                                           |
| Kvinta 3' (eg. 2 2/3')          |                                           |
| Octava 2'                       |                                           |
| Scharf III ch. 2' + 1 1/3' + 1' |                                           |
| Trumpet 8', B/D                 |                                           |
| Vox humana 8', D                |                                           |

### Norra Solberga gamla kyrkas orgel
- 1836 byggde Nils Ahlstrand, Norra Solberga, en orgel med elva stämmor fördelade på manual och pedal. Den flyttades till nya Norra Solberga kyrka år 1901.
- 1971 byggde J. Künkels Orgelverkstad en mekanisk orgel.

| Manual         | Pedal   | Koppel |
| Trägedackt 8’  | Bihängd |        |
| Koppelflöjt 4’ |         |        |
| Principal 2’   |         |        |
| Nasat 1 1⁄3’   |         |        |
| Cymbel 2 ch    |         |        |

## Galleri

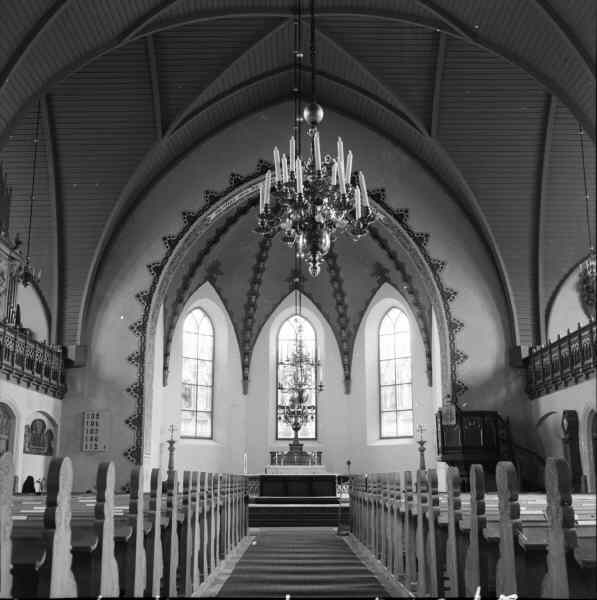
Kyrkorummet 1972
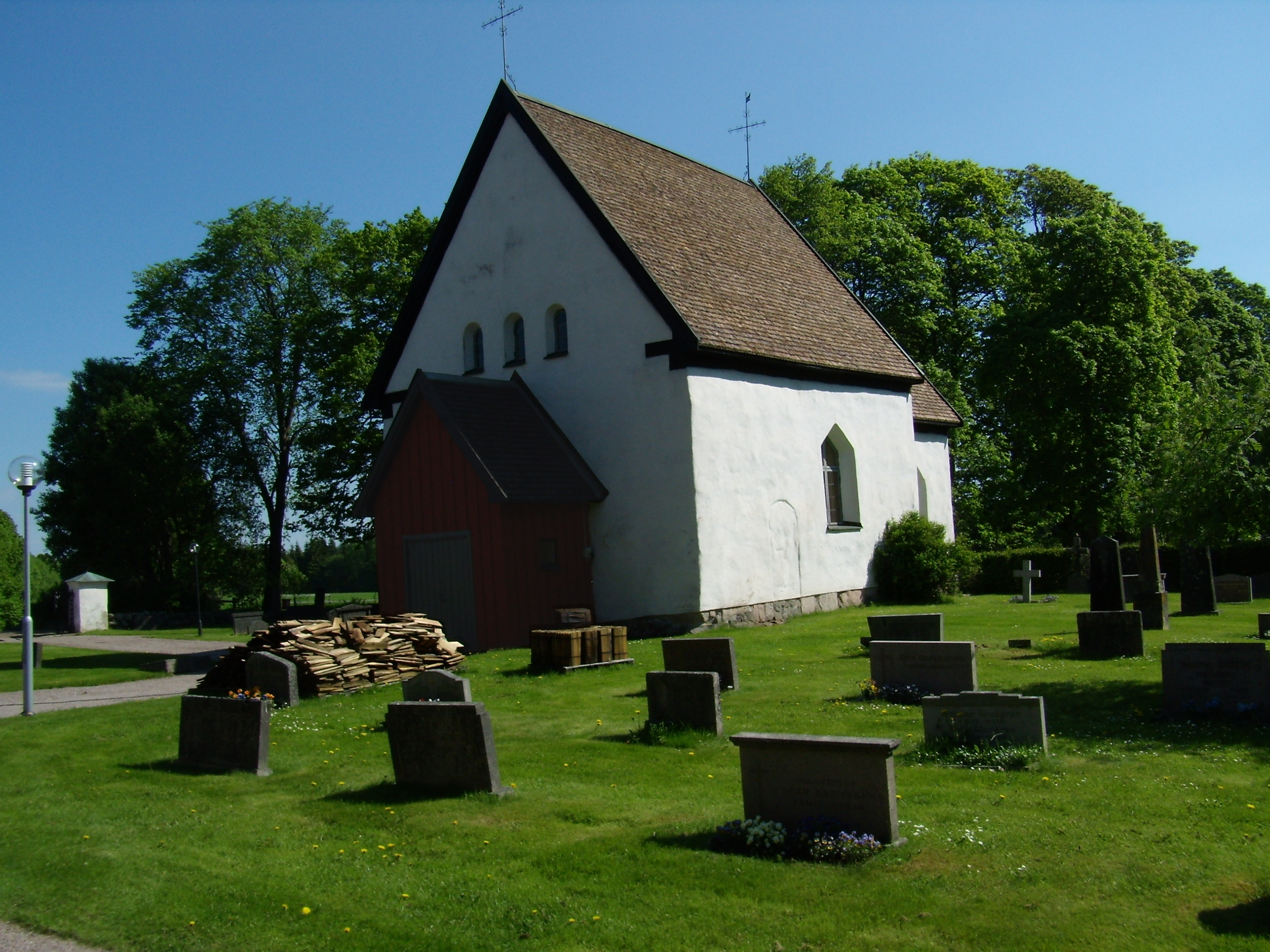
Den gamla kyrkan i juli 2013.

### Fotnoter
1. ↑  ”Kyrka vandaliserades med hakkors” (på svenska). Aftonbladet. 11 september 2019. https://www.aftonbladet.se/nyheter/a/VbkqL6/kyrka-vandaliserades-med-hakkors. Läst 11 september 2019.